# Jan Pijnenburg
Johannes Baptist Norbertus Pijnenburg, detto Jan (Tilburg, 15 febbraio 1906 – Tilburg, 2 dicembre 1979), è stato un pistard olandese.

## Palmarès

### Olimpiadi
- Argento a Amsterdam 1928 nell'inseguimento a squadre.